# Grand Prix d'Isbergues 2022
Il Grand Prix d'Isbergues 2022, settantaseiesima edizione della corsa, valevole come prova dell'UCI Europe Tour 2022 categoria 1.1 e come sedicesima della Coppa di Francia 2022, si è svolta il 18 settembre 2022 su un percorso di 197,6 km, con partenza e arrivo a Isbergues, in Francia. La vittoria fu appannaggio del francese Valentin Madouas, il quale ha completato il percorso in 4h32'34", alla media di 43,498 km/h, precedendo il connazionale Marc Sarreau e il belga Edward Theuns.
Sul traguardo di Isbergues 104 ciclisti, dei 112 partiti dalla medesima località, hanno portato a termine la competizione.

## Squadre e corridori partecipanti
| N.    | Cod. | Squadra                  |
| ----- | ---- | ------------------------ |
| 1-7   | COF  | Cofidis                  |
| 11-17 | TFS  | Trek-Segafredo           |
| 21-27 | GFC  | Groupama-FDJ             |
| 31-36 | IWG  | Intermarché-Wanty-Gobert |
| 41-47 | ACT  | AG2R Citroën Team        |
| 51-57 | LTS  | Lotto Soudal             |
| 61-67 | ARK  | Team Arkéa-Samsic        |
| 71-77 | ADC  | Alpecin-Deceuninck       |
| 81-87 | TEN  | TotalEnergies            |

| N.      | Cod. | Squadra                          |
| ------- | ---- | -------------------------------- |
| 91-97   | BBK  | B&B Hotels-KTM                   |
| 101-107 | BWB  | Bingoal Pauwels Sauces WB        |
| 111-117 | GRL  | Go Sport-Roubaix Lille Métropole |
| 121-127 | AUB  | St Michel-Auber 93               |
| 131-137 | UNA  | Team U Nantes Atlantique         |
| 141-147 | TUD  | Tudor Pro Cycling Team           |
| 151-157 | NMC  | Nice Métropole Côte d'Azur       |
| 161-167 | EFD  | EF Education-NIPPO Dev. Team     |

## Ordine d'arrivo (Top 10)
| Pos. | Corridore          | Squadra       | Tempo    |
| ---- | ------------------ | ------------- | -------- |
| 1    | Arnaud Démare      | Groupama      | 4h32'34" |
| 2    | Marc Sarreau       | AG2R          | s.t.     |
| 3    | Edward Theuns      | Trek          | s.t.     |
| 4    | Luca Mozzato       | B&B           | s.t.     |
| 5    | Julien Simon       | TotalEnergies | s.t.     |
| 6    | Amaury Capiot      | Arkéa         | s.t.     |
| 7    | Max Walscheid      | Cofidis       | s.t.     |
| 8    | R. J. van Rensburg | Lotto         | s.t.     |
| 9    | Romain Cardis      | St Michel     | s.t.     |
| 10   | Pierre Barbier     | B&B Hotels    | s.t.     |